# Turistföreningen i Finland

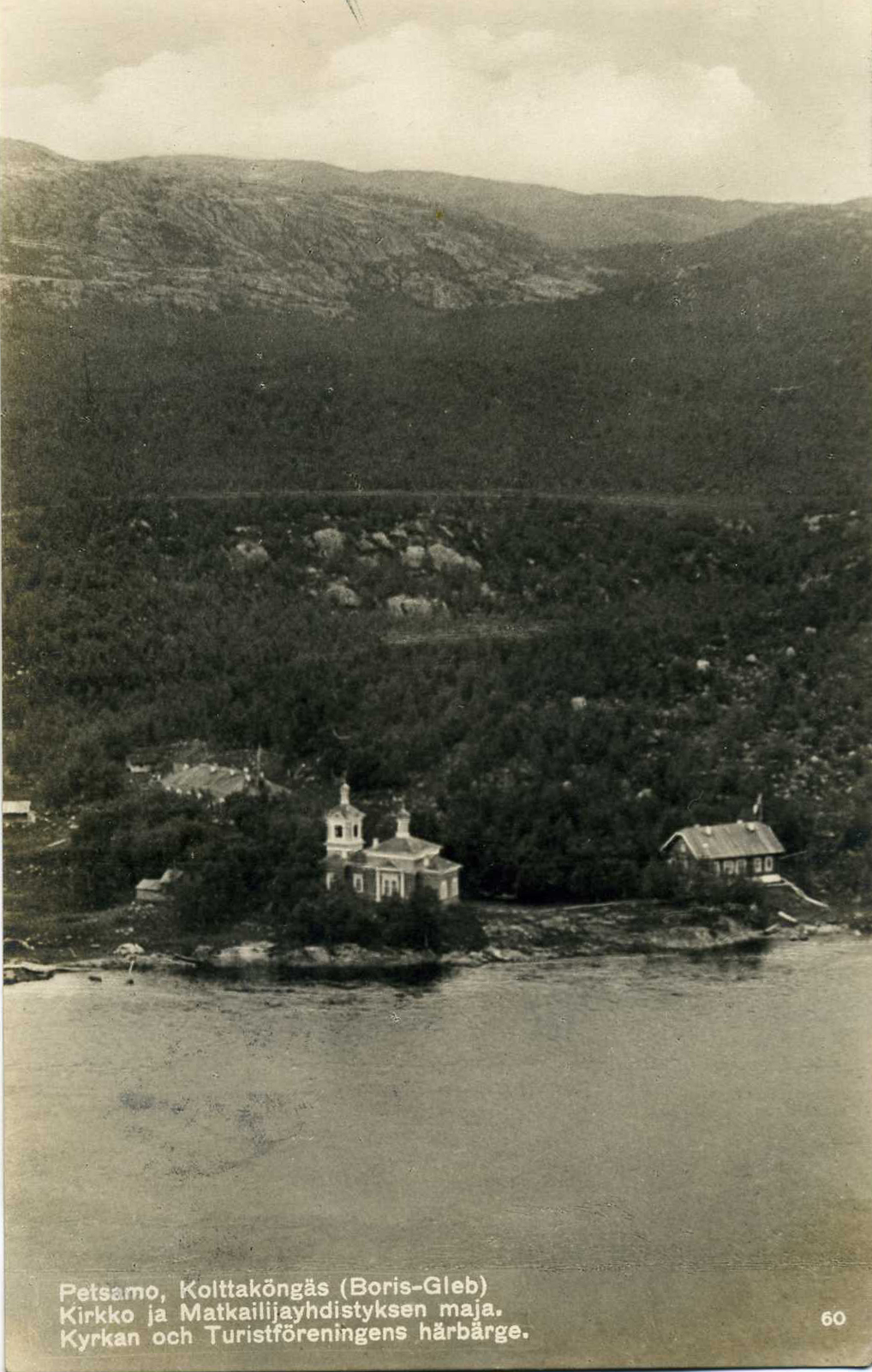
Turistföreningens i Finland turiststation i Kolttaköngäs, nuvarande Borisoglebsk, till höger, troligen 1920-tal. Denna byggnad ersattes på 1930-talet av det större Kolttaköngäs turisthotell.

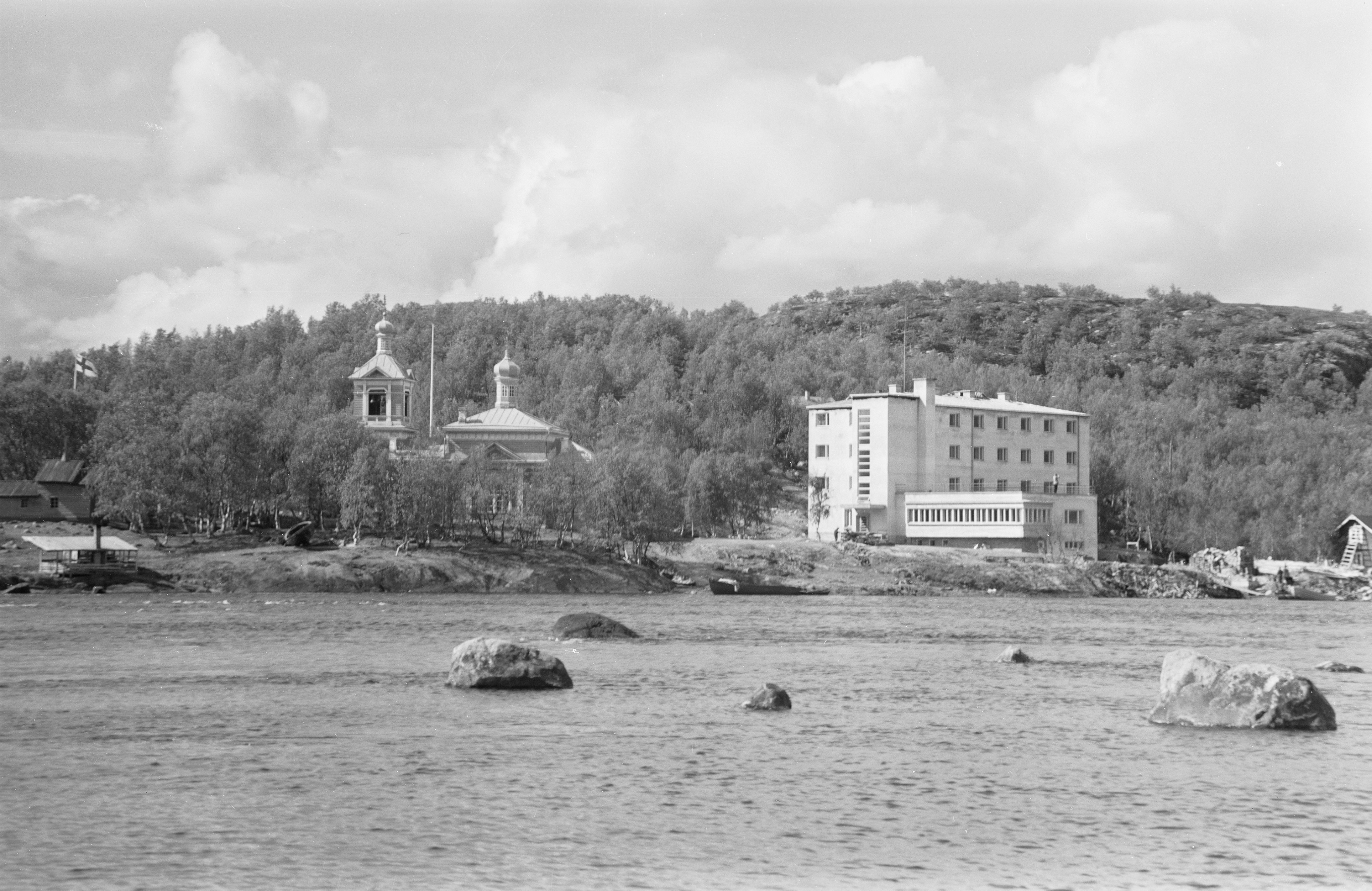
Kolttaköngäs turisthotell i Koltanköngäs 1939

Turistföreningen i Finland, senare omdöpt till Finlands turistförbund (finska: Suomen Matkailuliitto), var en finländsk förening för att främja både inrikesturism och besök av utländska turister i landet.
Turistföreningen i Finland grundades 1887 efter mönster av den några år tidigare bildade Svenska Turistföreningen, med uppgift att öka turistintresset för Finland hos både finländare och utlänningar. Stiftande medlem var bland andra August Ramsay.
Klassiska turistmål vid denna tid var Imatra, Punkaharju och Koli. Från början av 1900-talet uppförde föreningen turiststationer. I slutet av 1930-talet fanns ett vidsträckt nät av sådana anläggningar i Lappland, vilka alla förstördes under krigsåren, framför allt under Lapplandskriget. Kända turisthotell fanns i Rovaniemi (Hotell Pohjanhovi), Hetta och Kilpisjärvi i Enontekis kommun, Utsjoki, Ivalo samt på Pallastunturi.
Turistföreningen i Finland var på sin tid också landets största inhemska utgivare av reselitteratur.
Efter föreningens konkurs 2001 övertog den statliga Centralen för turistfrämjande föreningens turistfrämjande arbetssuppgifter.